# تقليد أباد (أرومية)
تقليد أباد هي قرية في مقاطعة أرومية، إيران. يقدر عدد سكانها بـ 214 نسمة بحسب إحصاء 2016.